# Tonghua, Tonghua
Tonghua, tidigare stavat Tunghwa, är ett härad som lyder under Tonghuas stad på prefekturnivå i Jilin-provinsen i nordöstra Kina. Det ligger omkring 240 kilometer söder om provinshuvudstaden Changchun. 
Tonghuas härad består av de delar som blev över av häradet då dess huvudort blev ombildat till stadsdistrikt i staden med samma namn.